# Lucinda Williams (velocista)
Lucinda Williams-Adams (Savannah, 10 agosto 1937) è un'ex velocista statunitense, campionessa olimpica della staffetta 4×100 metri ai Giochi di Roma 1960.

## Biografia
Prese parte ai Giochi olimpici di Roma 1960 dove conquistò la medaglia d'oro nella staffetta 4×100 metri insieme alle connazionali Martha Hudson, Barbara Jones e Wilma Rudolph. Partecipò anche alla gara dei 200 metri piani, ma non conquistò la finale.
Già quattro anni prima gareggiò ai Giochi olimpici di Melbourne nei 100 metri piani, ottenendo il 3º posto in batteria, che non gli consentì di raggiungere le semifinali.

## Palmarès
| Anno | Manifestazione      | Sede      | Evento      | Risultato  | Prestazione | Note  |
| ---- | ------------------- | --------- | ----------- | ---------- | ----------- | ----- |
| 1956 | Giochi olimpici     | Melbourne | 100 m piani | Batteria   | 12"0        |       |
| 1959 | Giochi panamericani | Chicago   | 100 m piani | Oro        | 12"1        |       |
| 1959 | Giochi panamericani | Chicago   | 200 m piani | Oro        | 24"2        |       |
| 1959 | Giochi panamericani | Chicago   | 4×100 m     | Oro        | 46"4        |       |
| 1960 | Giochi olimpici     | Roma      | 200 m piani | Semifinale | 25"0        |       |
| 1960 | Giochi olimpici     | Roma      | 4×100 m     | Oro        | 44"5        | [ 1 ] |